# Clossiana baxteri
Clossiana baxteri är en fjärilsart som beskrevs av Holland 1928. Clossiana baxteri ingår i släktet Clossiana och familjen praktfjärilar. Inga underarter finns listade i Catalogue of Life.